# Armenia na letnich igrzyskach olimpijskich
Armenia  startuje na letnich IO od 1996 roku. Najwięcej medali Armenia zdobyła w 2008 roku.

## Klasyfikacja Medalowa
| Olimpiada    | Złoto | Srebro | Brąz | Razem |
| ------------ | ----- | ------ | ---- | ----- |
| 1996 Atlanta | 1     | 1      | 0    | 2     |
| 2000 Sydney  | 0     | 0      | 1    | 1     |
| 2008 Pekin   | 0     | 0      | 6    | 6     |
| 2012 Londyn  | 0     | 1      | 2    | 3     |
| 2016 Rio     | 1     | 3      | 0    | 4     |
| 2020 Tokio   | 0     | 2      | 2    | 4     |
| 2024 Paryż   | 0     | 2      | 1    | 3     |
| Razem        | 2     | 9      | 12   | 23    |

### według dyscyplin
| Dyscyplina           | Złoto | Srebro | Brąz | Razem |
| -------------------- | ----- | ------ | ---- | ----- |
| zapasy               | 2     | 3      | 3    | 8     |
| podnoszenie ciężarów | 0     | 3      | 2    | 5     |
| boks                 | 0     | 0      | 1    | 1     |